# Sam Kerr
Samantha May Kerr (Perth, 10 de septiembre de 1993) es una futbolista profesional australiana que juega como delantera en el Chelsea. De la Women's Super League (WSL) y en la selección de Australia (las Matildas), de la que es capitana desde 2019. Kerr es la máxima goleadora histórica de su selección, y de la National Women's Soccer League (NWSL) en Estados Unidos. Es la única futbolista que ha ganado el Botín de Oro en tres ligas y continentes diferentes: la W-League (Oceanía), la NWSL (Norteamérica) y la WSL (Europa).
Comenzó su carrera a la edad de 15 años en el Perth Glory, donde jugó de 2008 a 2012. En 2013, se unió al Western New York Flash de cara a la temporada inaugural de la NWSL y ganó el NWSL Shield. Más tarde jugó para el Sky Blue FC y Chicago Red Stars de la misma liga. En 2019, tras recibir múltiples ofertas de clubes europeos como el Olympique de Lyon, finalmente firmó con el Chelsea, y hasta ahora ganó 8 trofeos con el club, incluidas tres ligas consecutivas de la Women's Super League, además de llegar a la final de la Liga de Campeones por primera vez en la historia del Chelsea en 2021.
Kerr debutó con la selección absoluta en 2009 a la edad de 15 años y desde entonces ha representado a Australia en la Copa Asiática de la AFC de 2010, 2014, 2018 y 2022; los Mundiales de 2011, 2015 y 2019; y los Juegos Olímpicos de 2020. Durante la Copa del Mundo de 2019, se convirtió en la primera jugadora australiana (hombre o mujer) en marcar un triplete en un Mundial. En 2021, capitaneó al equipo en su histórica primera semifinal de un torneo importante durante los Juegos Olímpicos de 2020, alcanzando el cuarto puesto (mejor resultado en la historia de las Matildas).
Kerr fue nombrada Australiana Joven del Año en 2018 y recibió la Medalla de la Orden de Australia (OAM) en 2022 por sus «servicios al fútbol», convirtiéndose en la segunda futbolista australiana en recibir tal honor después de Julie Dolan, histórica capitana de la selección. Recibió la Medalla Julie Dolan a la mejor futbolista de Australia en 2017 y 2018, recibió cuatro veces el Premio a la Futbolista Femenina del Año de la PFA (2013, 2017, 2018 y 2019) y fue nombrada Jugadora Internacional del Año por la Asociación de Medios de Fútbol en 2013 y 2014. Ganó el Premio ESPY a la Mejor Jugadora Internacional de Fútbol Femenino en 2018, 2019 y 2022. Es la primera y única futbolista australiana en ser incluida entre las finalistas del Balón de Oro Femenino, y una de las cuatro únicas jugadoras que han sido nominadas en todas las ediciones del premio desde su creación en 2018, ocupando el quinto y séptimo lugar en 2018 y 2019, el tercer lugar en 2021 y 2022, y el segundo lugar en 2023. También ha sido nominada para el Premio The Best FIFA constantemente desde 2017, ocupando los puestos 10, 9, 11, 7 y 2, respectivamente. Kerr también ha sido nominada para el premio a la Futbolista Femenina del Año de la BBC de 2018 a 2021 y ha sido incluida en el Top 10 de Las 100 mejores futbolistas del mundo de 2017 a 2021, ocupando el puesto número uno en 2019.
Kerr es conocida por su «velocidad, habilidad y tenacidad», y es ampliamente considerada una de las mejores futbolistas y delanteras del mundo, y una de las mejores atletas de Australia.

## Biografía
Kerr nació en East Fremantle, un suburbio de Perth en Australia Occidental. Su madre, Roxanne (apellido de soltera Regan), proviene de una familia atlética: su padre y sus tíos eran futbolistas profesionales en la West Australian Football League (WAFL) y otro tío, J. J. Miller, era un jockey campeón que ganó la Copa de Melbourne en 1966. El padre de Sam, Roger Kerr, nació en Calcuta de padre inglés (boxeador de peso pluma) y madre india que jugaba al baloncesto.
Kerr jugó al fútbol australiano cuando era joven. Tanto su padre como su hermano mayor, Daniel Kerr, eran futbolistas profesionales australianos. Practicó el deporte antes de iniciarse en el fútbol asociación a la edad de 12 años, principalmente debido a restricciones de género.
A pesar de enfrentar algunas dificultades en la transición del fútbol australiano al fútbol asociación, a los 13 años el delantero del Perth Glory, Bobby Despotovski, la vio y describió su atletismo y talento como «excepcionales». A los 15 años debutó en la W-League y en la selección absoluta de Australia.

## Trayectoria

### Perth Glory

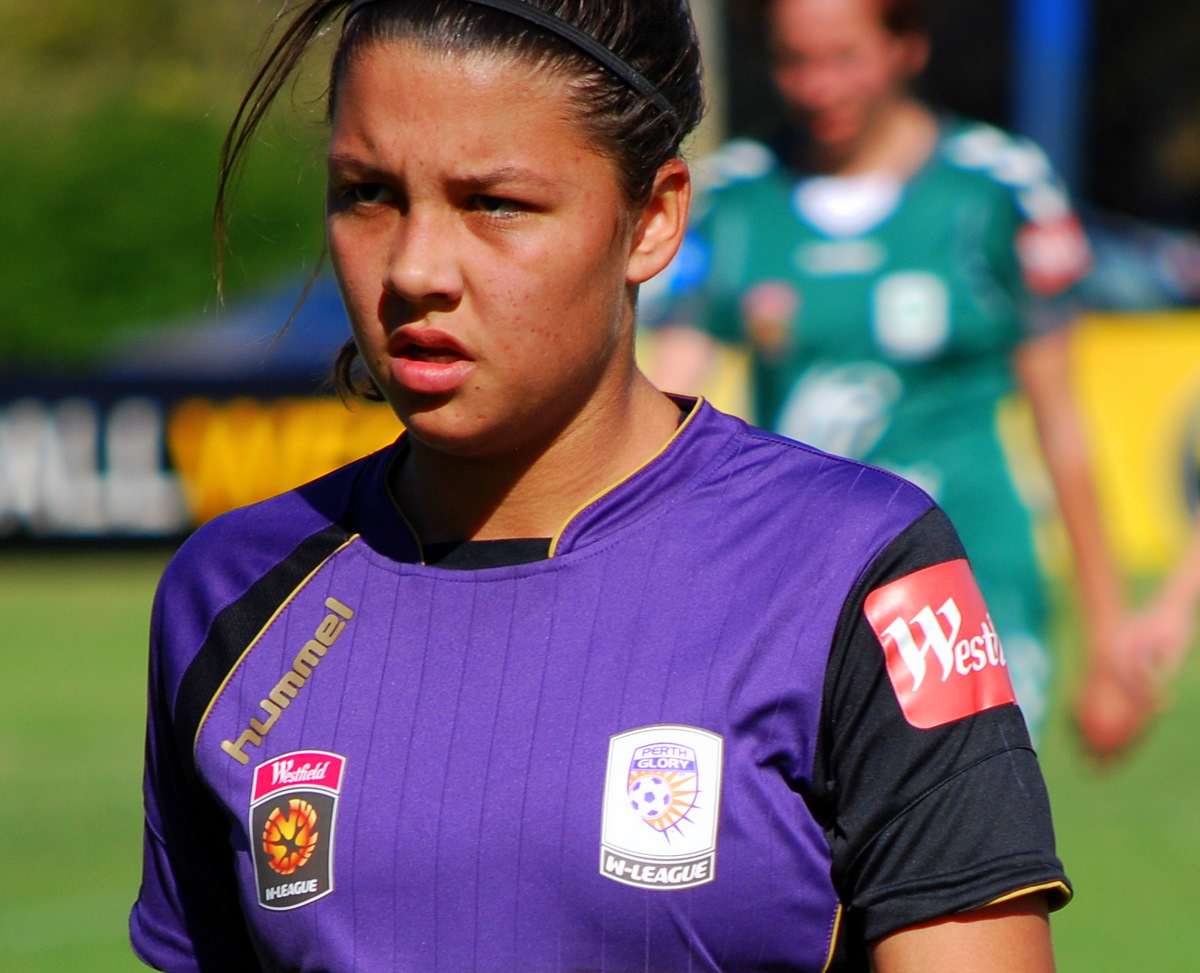
Kerr jugando para el Perth Glory FC en 2010.

Su primer club fue el Perth Glory FC de la W-League de Australia en la temporada 2009, debutando con tan sólo 15 años de edad. Recibió el premio al Gol del Año por su tanto de larga distancia propinado al Sydney FC en la fecha 8. Durante la temporada 2010-11, registró 3 goles en 10 partidos, incluido un doblete en el primer tiempo contra el Adelaide United que le dio al Perth la victoria por 2-1.

### Western New York Flash
En 2013, hizo pie en Estados Unidos para unirse al Western New York Flash y participar en la edición inaugural de la National Women's Soccer League. Con su nuevo club acumuló 21 partidos (19 de titular) en los que gritó 6 goles, llevando al Flash a levantar su primer NWSL Shield tras finalizar la fase regular en primer lugar. Clasificado a las eliminatorias, el equipo derrotó al Sky Blue FC 2-0 en las semifinales pero tuvo que conformarse con el subcampeonato tras perder la final contra el Portland Thorns por 2-0.
La temporada 2014 vería su rendimiento crecer. Refiriéndose a la delantera, el entrenador del Flash Aaran Lines dijo: «Con sus atributos, su velocidad, atletismo e instintos, si continúa desarrollándose al ritmo que lo hace, Sam puede convertirse en una de las mejores delanteras del mundo». Kerr fue titular en los 20 partidos y máxima goleadora del equipo con 9 goles. Tras este campeonato, sus derechos fueron transferidos al Sky Blue FC.

### Regreso al Perth Glory
Siguiendo una costumbre entre varias futbolistas australianas, Kerr decide fichar con un equipo de la W-League mientras disputa la NWSL estadounidense, alternando su participación en ambas ligas. En agosto de 2014 regresa al Perth Glory de sus inicios como una de las seis Matildas que firman para el club. Abriría su registro de goles en el segundo partido del campeonato contra el Adelaide United para darle al Perth la victoria, continuando en el siguiente encuentro con un doblete en la goleada por 10-1 sobre el Western Sydney Wanderers. Después de perderse los siguientes cuatro juegos, Kerr marca 8 goles en los últimos cuatro pleitos de la temporada regular, incluyendo un hat-trick contra el Sydney FC.
Tras marcar el tanto de la victoria en el 2-1 sobre el Melbourne Victory en la primera fecha de la temporada 2015-16 su producción de goles vio un abrupto fin debido a una lesión en el tobillo que la obligó a dejar el resto de la temporada. En el campeonato 2016-17 anotó 10 goles, llevó al equipo a la Gran Final y fue reconocida con la medalla Julie Dolan a la mejor jugadora de la liga. En octubre de 2018, se convirtió en la primera jugadora destacada de la W-League cuando le ofrecieron un contrato de $400.000 para quedarse en el Perth Glory en lugar de viajar al extranjero, donde le ofrecieron $100.000 menos. La delantera estuvo a la altura de las expectativas en la temporada 2018-19, donde terminó en lo más alto de la tabla de goleadoras con 17 tantos con un promedio de más de un gol por partido. Esto incluyó un triplete en la semifinal contra el Melbourne Victory que terminó con una victoria por 4-2 y le dio al Perth un lugar en la Gran Final.

### Sky Blue
Luego de su participación en la Copa Mundial de Canadá, Kerr se unió al Sky Blue FC en 2015, convirtiéndose en goleadora del equipo ese año, con 6 tantos en 9 partidos.
Durante la NWSL 2016, y al estar comprometida con la selección en preparación para los Juegos Olímpicos de Río 2016, disputó sólo 9 partidos en los que gritó 5 goles.
En la NWSL 2017, Kerr estableció un nuevo récord en la liga al dar vuelta un 0-2 ante el FC Kansas City con un hat-trick en los últimos 15 minutos del partido. De este modo, a la edad de 23 años, se sentó en la cima de la tabla histórica de goleadoras de la NWSL con 34 conquistas. Ese año, Kerr se llevó el Botín de Oro y el premio a la Jugadora Más Valiosa tras cerrar la temporada con un récord de 17 goles.

### Chicago Red Stars

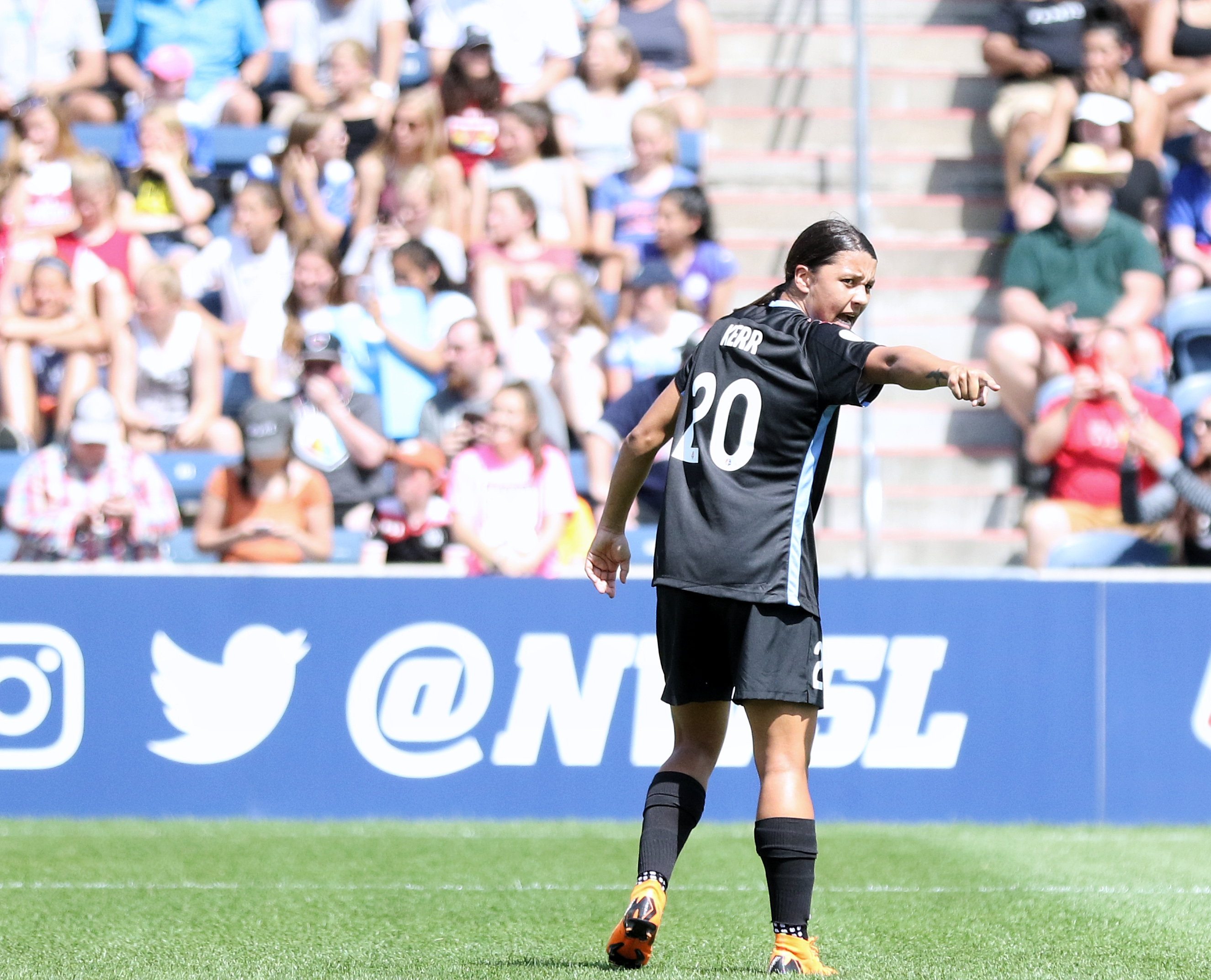
Kerr durante un partido del Chicago Red Stars en 2018.

Kerr se unió al Chicago Red Stars en enero de 2018. Tuvo un lento comienzo en la NWSL 2018, agitando las redes recién en el octavo partido de su equipo cuando abrió el marcador en un eventual empate 1-1 contra North Carolina Courage. En agosto fue nombrada Jugadora del Mes por tercera vez en su carrera gracias a sus 5 conquistas ese mes, incluidos sendos dobletes contra Portland Thorns FC y Orlando Pride. La delantera cerró el 2018 firmando 16 goles y llevándose el Botín de Oro por segunda vez consecutiva, lo que la convirtió en la primera jugadora en ganar el galardón más de una vez. Fue también incluida en el Mejor Once de la NWSL como delantera.
Al final de la temporada 2019, Kerr y su Chicago Red Stars alcanzaron por primera vez la final del campeonato, perdiendo 4-0 ante North Carolina Courage. Días antes, había sido nombrada Jugadora Más Valiosa de la liga, la primera y actualmente única futbolista de la NWSL en recibir el premio dos veces. También se llevó, por tercer año consecutivo, el Botín de Oro al trepar a lo más alto de la tabla de goleadoras con 18 tantos y 5 asistencias, a pesar de perderse algunos partidos para jugar con Australia en la Copa del Mundo de 2019. La delantera además fue nombrada Jugadora del Año por la Asociación de Jugadoras de la NWSL, que presentó sus propios premios por primera vez.
Tras cerrar el año, Kerr anunció que estaba considerando unirse a un equipo europeo y tenía múltiples ofertas.

### Chelsea

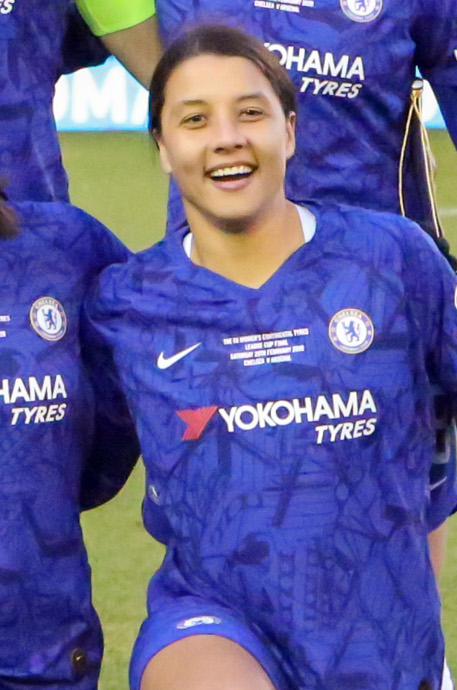
Kerr con el Chelsea en febrero de 2020.

#### Temporada 2019-20
El 13 de noviembre de 2019, el Chelsea anunció que Kerr se uniría al club de cara a la segunda mitad de la FA WSL 2019-20 con un contrato de dos años y medio. Bajo la conducción de Emma Hayes, la delantera debutó en la liga inglesa en un partido de enero de 2020 contra el Reading y abrió su cuenta personal de goles dos semanas después contra el Arsenal. Su primer título con el Chelsea fue la FA Women's League Cup 2019-20, conseguida tras superar al Arsenal por 2-1 en la final. Meses más tarde y luego de la suspensión de la liga debido a la pandemia de COVID-19, se dio con la sorpresa de que el Chelsea se llevaría también el título de la FA WSL 2019-20. Al momento de la suspensión, el club londinense acumulaba 39 puntos en 15 partidos, contra los 40 puntos en 16 encuentros del Manchester City. Por lo tanto, según los puntos por partido, la liga anunció que el título era para el equipo de Kerr.

#### Temporada 2020-21
En marzo de 2021, anotó un triplete en la final de la Women's League Cup 2020-21 contra el Bristol City que devino en una goleada por 6-0 y permitió al Chelsea defender el título. Durante esta temporada se convirtió en máxima goleadora de su club, lo que finalmente la llevó a ganar su segundo título de liga durante la FA WSL 2020-21. Recibió la Bota de Oro tras firmar 21 goles en 22 partidos, convirtiéndola en la primera futbolista en ganar el premio en tres ligas diferentes. Esa misma temporada llevaría al Chelsea a la final de la Liga de Campeones 2020-21 por primera vez en la historia del club. Sin embargo las Blues serían superadas por Barcelona con una goleada por 4-0.

#### Temporada 2021-22
Durante la temporada 2021-22, Kerr continuó exhibiendo un buen juego, siendo nominada para Jugadora del Mes en septiembre. A un mes de comenzado el campeonato, Kerr extendió su contrato con el club por dos años más. Contenta con su presente futbolístico, declaró: «No me veo yendo a ningún otro lugar del mundo o dejando Europa, teniendo lo que tengo en el Chelsea». La semana siguiente, Kerr anotó el gol de la victoria en el partido de la fase de grupos de la Liga de Campeones 2021-22 contra el Servette, y anotó su tercer hat-trick en la WSL, contra el Birmingham City y en tan solo 26 minutos, además de asistir a Fran Kirby para que conquistara el gol número 100 del Chelsea. Siguió aplacando su sed de goles en diciembre, cuando anotó un doblete en la final de la Women's FA Cup 2020-21 contra el Arsenal, siendo nombrada Jugadora del Partido y levantando el trofeo que completó el póker nacional de la temporada 2020-21, el primer club femenino inglés en lograrlo. Kerr cerró la temporada como máxima goleadora en la liga, con 23 tantos, y escoltando a su compañera de equipo Fran Kirby en asistencias totales con 10.
Al regresar al Chelsea tras quedar eliminada con su selección en la Copa de Asia a principios de 2022, Sam continuó con su habitual racha goleadora y firmó 10 goles en 7 partidos consecutivos, siendo la primera jugadora del Chelsea en lograrlo. Marcó el solitario gol de las Blues en la derrota por 3-1 a manos del Manchester City en la final de la Copa de la Liga para más tarde gritar un doblete en un aplastante 0-9 contra el Leicester City en la WSL 2021-22 y repetir la hazaña la semana siguiente contra el Reading, quinto partido consecutivo de la liga en el que anotó. El 24 de abril, en un partido de liga contra el Tottenham Hotspur, Kerr sacudió la red en su sexto partido consecutivo de la WSL y, al hacerlo, rompió su propio récord logrado la temporada anterior de marcar contra la mayor cantidad de equipos, tras hacerlo contra todos los oponentes menos el Arsenal. Ese mismo mes fue galardonada como la Futbolista Femenina del Año de la FWA con el 40% de los votos y por delante de Vivianne Miedema y Lauren Hemp. Tras una temporada formidable, la ganadora de la Bota de Oro 2021-22 acumuló 32 goles y 9 asistencias en todas las competiciones, ganó la liga inglesa por tercera vez consecutiva y la Women's FA Cup por segunda vez consecutiva. Fue votada como la Mejor Jugadora de la Liga y la Mejor Jugadora del Año del Chelsea con más del 70 por ciento de los votos, además de recibir el premio a la Jugadora del Año de la PFA y ser incluida en el Equipo del Año de la Liga por segunda vez consecutiva.

## Selección nacional

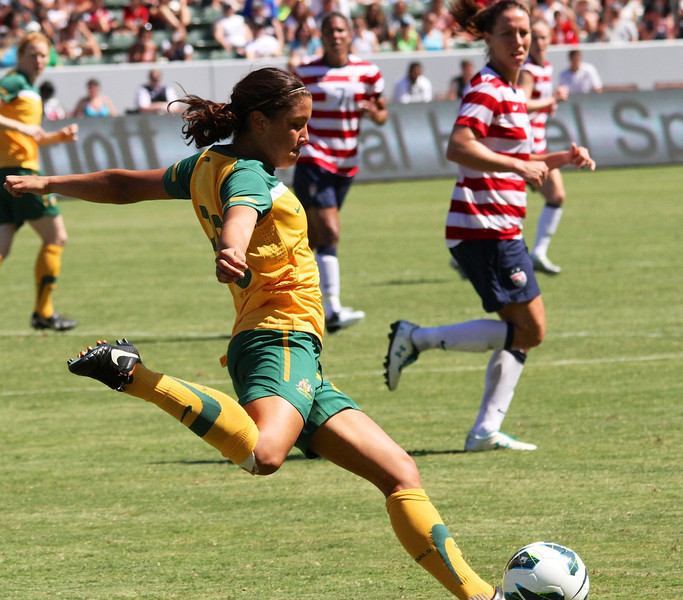
Kerr vistiendo la casaca australiana contra Estados Unidos, 2012.

Kerr debutó con la selección absoluta de Australia en febrero de 2009, a la edad de 15 años, en un amistoso ante Italia que su país perdió 5-1. Marcó su primer gol internacional a sus 16 años en la fase de grupos de la Copa Asiática de la AFC de 2010 contra Corea del Sur cuando anotó el tercero para las Matildas en una victoria por 3-1.

### Copa Asiática de 2010
En mayo de 2010, se unió a su selección de cara a la Copa Asiática de la AFC 2010, torneo de clasificación para el Mundial de 2011 en Alemania. Tras registrar su primer gol internacional contra Corea del Sur, abrió el marcador en la final contra Corea del Norte que terminó en empate y en una victoria australiana en los penales, lo cual significó el primer trofeo internacional absoluto para Kerr.

### Copa del Mundo de 2011
En 2011 y con 17 años de edad, fue convocada para disputar la Copa Mundial de 2011 como una de las siete jugadoras menores de veinte años. Su debut mundialista ocurrió en el primer partido de la fase de grupos contra Brasil, entrando como suplente en el minuto 79. Fue titular en los dos siguientes encuentros: una victoria 3-2 ante Guinea Ecuatorial y otra victoria 2-1 contra Noruega. Australia terminó en segundo lugar en su grupo y avanzó a la fase eliminatoria donde, sin Kerr en la cancha, fueron derrotadas 3-1 por Suecia.

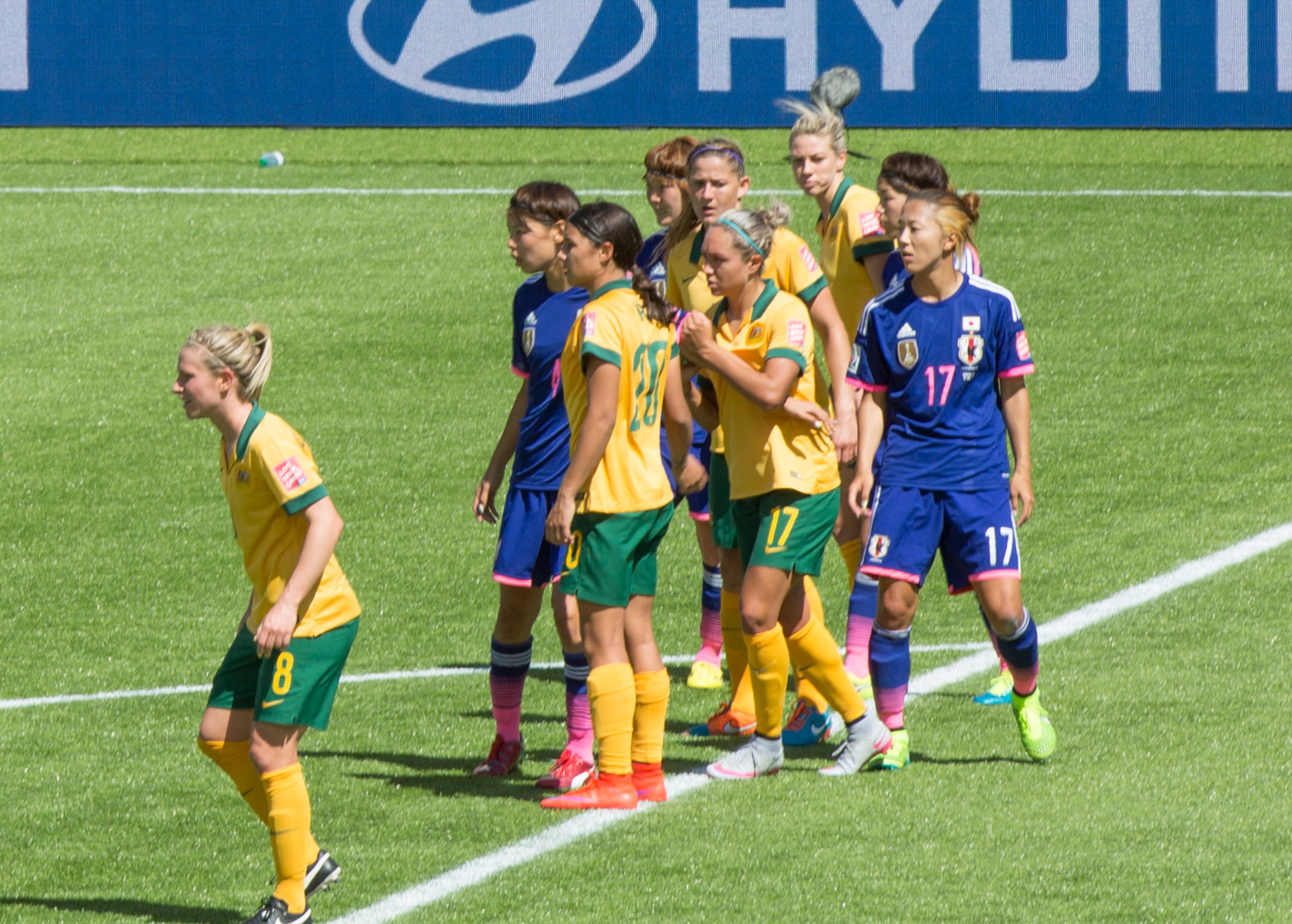
Kerr durante los cuartos de final de la Copa Mundial de 2015 contra Japón.

### Copa del Mundo de 2015
Después de lesionarse la rodilla en diciembre de 2014 y someterse a una cirugía, Kerr trabajó duro para recuperarse antes de la Copa Mundial de 2015 en Canadá. Fue titular durante el primer partido de la fase de grupos contra Estados Unidos, que Australia perdió 3-1. La siguiente cita vio a las australianas derrotar a Nigeria por 2-0. Durante el encuentro, Kerr recibió un codazo en la cara de Ugo Njoku, lo que resultó en una suspensión de tres partidos para la nigeriana. Kerr se recuperó y fue titular durante el último partido de la fase de grupos contra Suecia, un empate 1-1. Las Matildas terminaron segundas en su grupo y avanzaron a los octavos de final donde Kerr jugó en el equipo que derrotó a Brasil por la mínima. También fue titular en los cuartos de final (primera vez que Australia llegó a esta etapa en un Mundial), pero fueron derrotadas por las defensoras del título, Japón, con un solitario gol.

### 2016-2018
En julio de 2017, Kerr fue la máxima goleadora de la edición inaugural del Torneo de Naciones en los Estados Unidos. Marcó un triplete en la victoria de Australia por 4-2 sobre Japón, y el gol que sentenció el 6-1 ante Brasil para que las australianas ganaran el torneo. Antes de este certamen, Kerr había registrado 8 goles en sus primeros 49 partidos con la selección. Su triplete contra las japonesas fue el comienzo de una racha de 11 tantos en 6 partidos. Antes de finalizar el 2017, fue nombrada Futbolista Femenina de la AFC del Año.

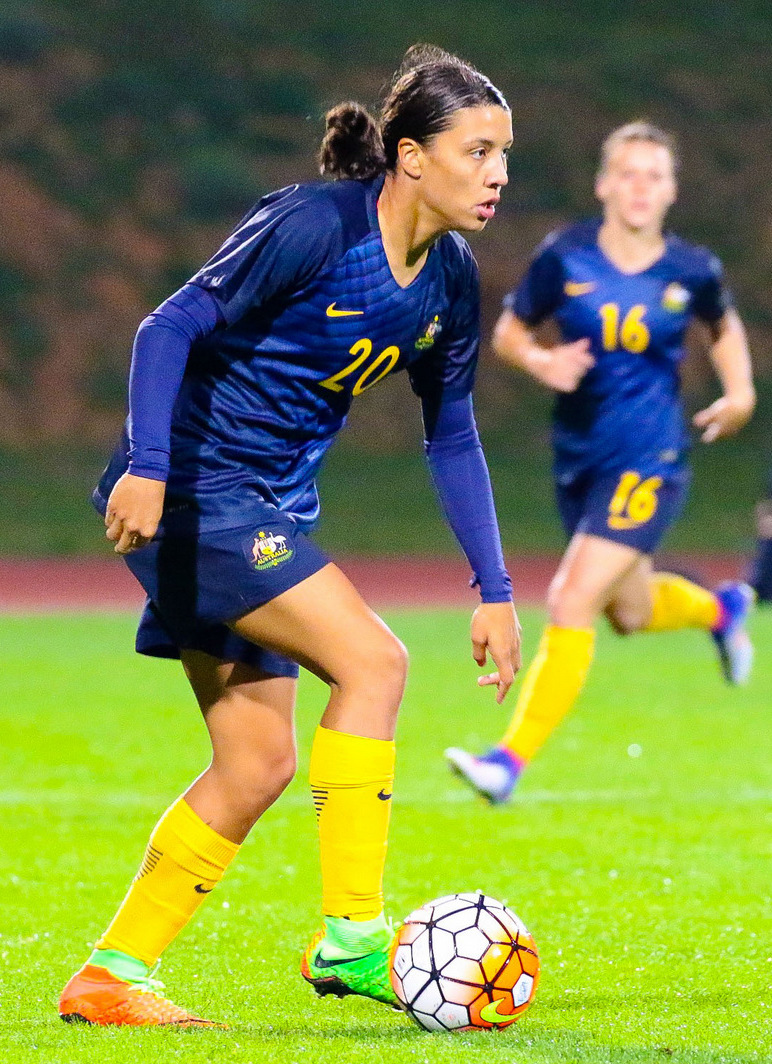
Kerr en la Copa de Algarve 2017.

### Copa del Mundo de 2019
En febrero de 2019, Kerr se convirtió en capitana de su selección de cara a la Copa Mundial de 2019. Durante el primer partido de la fase de grupos, abrió el marcador contra Italia aprovechando el rebote de un penal, aunque Australia finalmente perdió 2-1 con un gol en el tiempo de descuento. Fue su primer tanto en una Copa del Mundo y lo celebró golpeando el banderín del córner para honrar a Tim Cahill, máximo goleador histórico de los Socceroos. Su siguiente cita fue contra Brasil, a quien las Matildas vencieron por 3-2 tras un polémico gol en contra brasileño que, a pesar de la posición adelantada de Kerr, el VAR dio por validado porque consideró que la delantera no estaba interfiriendo. En el tercer encuentro por la fase de grupos, Jamaica conoció la capacidad ofensiva de la australiana al sufrir sus 4 goles en la victoria por 4-1, siendo además nombrada Jugadora del Partido. Es la primera futbolista australiana, hombre o mujer, en anotar un triplete en una Copa del Mundo y la décima futbolista en marcar un póquer de goles. Australia terminó segunda en su grupo y avanzó a los octavos de final donde fueron derrotadas por Noruega en la tanda de penaltis. Los 5 goles de Kerr en el torneo ocuparon el cuarto lugar en la tabla de goleadoras detrás de la inglesa Ellen White y las estadounidenses Alex Morgan y Megan Rapinoe con 6 tantos.

### Tokio 2020
En los Juegos Olímpicos de Tokio 2020, Australia se ubicó en el grupo G junto con Estados Unidos, Suecia y Nueva Zelanda. Kerr anotó en el partido inaugural en el que vencieron a Nueva Zelanda por 2-1. En el segundo partido contra Suecia, anotó un doblete pero falló un penal y las australianas terminaron perdiendo 4-2. Como uno de los mejores terceros, Australia clasificó a los cuartos de final donde se enfrentó a Gran Bretaña. Kerr empató el encuentro en el minuto 89 llevando el partido a la prórroga, donde contribuyó con otro gol en la victoria 4-3 que les aseguró el boleto a las semifinales contra Suecia. En el partido contra las helvéticas, la delantera marcó un gol que fue polémicamente anulado y Australia finalmente perdió 1-0. En la cita por la medalla de bronce contra Estados Unidos, firmó un gol en la derrota por 4-3, para convertirse en la máxima goleadora histórica de su selección, superando a Lisa De Vanna, con 48 goles.

### Tras los Juegos Olímpicos
El 21 de septiembre, en su primer partido tras su eliminación en los Juegos Olímpicos, y en el primer partido de Australia contra Irlanda, Kerr jugó su partido internacional número 100, la décima Matilda en la historia en hacerlo. Más tarde disputó dos partidos amistosos contra Brasil en su tierra natal en octubre, la primera vez que lo hacía desde antes de la pandemia de COVID-19, y anotó su gol internacional número 49 en el segundo partido.

### Copa Asiática de 2022
En su primer primer partido de la fase de grupos en la Copa Asiática de la AFC de 2022, Australia hizo llover goles en el 18-0 contra Indonesia, cinco de los cuales vinieron con la firma de Kerr. En el proceso, la delantera igualó y superó el récord de goles internacionales australianos, masculinos y femeninos, establecido por Tim Cahill (50 goles). Logró la marca en menos partidos, necesitando 105 encuentros contra los 108 de Cahill. A pesar de ser eliminada en cuartos de final por Corea del Sur, Sam ganó la Bota de Oro gracias a sus 7 goles en 4 partidos.

## En los medios populares
En 2013, Kerr apareció en un episodio de una hora de Aussies Abroad de ESPN titulado The Matildas, que describía a cuatro jugadoras del combinado australiano (Kerr, Lisa De Vanna, Kyah Simon y Caitlin Foord) y su experiencia en el césped internacional. Apareció junto con sus compañeras de selección en la serie de videojuegos FIFA con el lanzamiento de FIFA 16, la primera vez que se incluyeron jugadoras.
Kerr apareció en la portada de la edición de julio de 2011 de Australian FourFourTwo junto con cuatro de sus compañeras de selección: Melissa Barbieri, Kyah Simon, Thea Slatyer y Sarah Walsh. En 2019, apareció en la portada de la versión australiana del videojuego FIFA 19. Al año siguiente, fue anunciada como la segunda futbolista mejor calificada en FIFA 21 con una calificación de 92, que solo fue superada por Megan Rapinoe con 93.
Kerr tiene un acuerdo de patrocinio con Nike y es embajadora de marca de Powerade. En 2019, protagonizó un comercial, Dream Further, que se emitió durante la final de la Liga de Campeones y la Copa Mundial Femenina de 2019 y contó con la presencia de Gerard Piqué, Alex Scott, Neymar, Crystal Dunn y Lieke Martens. El mismo año, su característica voltereta hacia atrás apareció en el anuncio de Nike, Dream Crazier, junto con otras atletas como Serena Williams, Megan Rapinoe y Diana Taurasi, y se transmitió durante la 91.ª edición de los Premios Óscar. En 2021, publicó su primer libro (The Flip Out) como parte de su serie de libros infantiles autobiográficos con temática futbolística, 'Kicking Goals'.
En 2022, apareció en la portada del videojuego FIFA 23 junto a Kylian Mbappé, primera vez que una jugadora figura en la portada de la versión mundial de la franquicia (Alex Morgan solo apareció en la versión estadounidense de FIFA 16).

## Estadísticas

### Clubes
Actualizado al 15 de mayo de 2022.
| Perth Glory            | 2008-09       | 1.ª           | 7   | 1   | –  | –  | –  | – | 7   | 1   | 0.14 |
| Perth Glory            | 2009          | 1.ª           | 5   | 1   | –  | –  | –  | – | 5   | 1   | 0.2  |
| Perth Glory            | 2010-11       | 1.ª           | 10  | 3   | –  | –  | –  | – | 10  | 3   | 0.3  |
| Perth Glory            | Total club    | Total club    | 22  | 5   | 0  | 0  | 0  | 0 | 22  | 5   | 0.23 |
| Sydney FC              | 2012-13       | 1.ª           | 12  | 9   | –  | –  | –  | – | 12  | 9   | 0.75 |
| Sydney FC              | 2013-14       | 1.ª           | 12  | 4   | –  | –  | –  | – | 12  | 4   | 0.33 |
| Sydney FC              | Total club    | Total club    | 24  | 13  | 0  | 0  | 0  | 0 | 24  | 13  | 0.54 |
| Western New York Flash | 2013          | 1.ª           | 21  | 6   | –  | –  | –  | – | 21  | 6   | 0.29 |
| Western New York Flash | 2014          | 1.ª           | 20  | 9   | –  | –  | –  | – | 20  | 9   | 0.45 |
| Western New York Flash | Total club    | Total club    | 41  | 15  | 0  | 0  | 0  | 0 | 41  | 15  | 0.37 |
| Perth Glory            | 2014          | 1.ª           | 10  | 11  | –  | –  | –  | – | 10  | 11  | 1.1  |
| Perth Glory            | 2015-16       | 1.ª           | 4   | 1   | –  | –  | –  | – | 4   | 1   | 0.25 |
| Perth Glory            | 2016-17       | 1.ª           | 13  | 10  | –  | –  | –  | – | 13  | 10  | 0.77 |
| Perth Glory            | 2017-18       | 1.ª           | 9   | 13  | –  | –  | –  | – | 9   | 13  | 1.44 |
| Perth Glory            | 2018-19       | 1.ª           | 13  | 18  | –  | –  | –  | – | 13  | 18  | 1.38 |
| Perth Glory            | Total club    | Total club    | 49  | 53  | 0  | 0  | 0  | 0 | 49  | 53  | 1.08 |
| Sky Blue FC            | 2015          | 1.ª           | 9   | 6   | –  | –  | –  | – | 9   | 6   | 0.67 |
| Sky Blue FC            | 2016          | 1.ª           | 9   | 5   | –  | –  | –  | – | 9   | 5   | 0.56 |
| Sky Blue FC            | 2017          | 1.ª           | 22  | 17  | –  | –  | –  | – | 22  | 17  | 0.77 |
| Sky Blue FC            | Total club    | Total club    | 40  | 28  | 0  | 0  | 0  | 0 | 40  | 28  | 0.7  |
| Chicago Red Stars      | 2018          | 1.ª           | 20  | 16  | –  | –  | –  | – | 20  | 16  | 0.8  |
| Chicago Red Stars      | 2019          | 1.ª           | 23  | 19  | –  | –  | –  | – | 23  | 19  | 0.83 |
| Chicago Red Stars      | Total club    | Total club    | 43  | 35  | 0  | 0  | 0  | 0 | 43  | 35  | 0.81 |
| Chelsea                | 2019-20       | 1.ª           | 4   | 1   | 4  | 0  | –  | – | 8   | 1   | 0.13 |
| Chelsea                | 2020-21       | 1.ª           | 22  | 21  | 9  | 7  | 8  | 3 | 39  | 31  | 0.79 |
| Chelsea                | 2021-22       | 1.ª           | 20  | 20  | 5  | 5  | 6  | 4 | 31  | 29  | 0.94 |
| Chelsea                | Total club    | Total club    | 46  | 42  | 18 | 12 | 14 | 7 | 78  | 61  | 0.78 |
| Total carrera          | Total carrera | Total carrera | 265 | 191 | 18 | 12 | 14 | 7 | 297 | 210 | 0.71 |
| 1. 2. 3.               |               |               |     |     |    |    |    |   |     |     |      |

## Palmarés

### Títulos nacionales
| Título                | Club      | País       | Año     |
| --------------------- | --------- | ---------- | ------- |
| W-League              | Sydney FC | Australia  | 2012-13 |
| Women's Super League  | Chelsea   | Inglaterra | 2019-20 |
| FA Women's League Cup | Chelsea   | Inglaterra | 2019-20 |
| FA Community Shield   | Chelsea   | Inglaterra | 2020    |
| Women's Super League  | Chelsea   | Inglaterra | 2020-21 |
| FA Women's League Cup | Chelsea   | Inglaterra | 2020-21 |
| Women's FA Cup        | Chelsea   | Inglaterra | 2020-21 |
| Women's Super League  | Chelsea   | Inglaterra | 2021-22 |
| Women's FA Cup        | Chelsea   | Inglaterra | 2021-22 |

### Títulos internacionales
| Título                      | Equipo    | Sede           | Año  |
| --------------------------- | --------- | -------------- | ---- |
| Campeonato Sub-16 de la AFF | Australia | Birmania       | 2009 |
| Copa Asiática de la AFC     | Australia | China          | 2010 |
| Torneo de Naciones          | Australia | Estados Unidos | 2017 |
| Copa de Naciones de la FFA  | Australia | Australia      | 2019 |

(*) Incluyendo la Selección

### Distinciones individuales
| Distinción                                             | Año                          |
| ------------------------------------------------------ | ---------------------------- |
| Jugadora del Año de la W-League                        | 2009, 2014                   |
| Gol del Año de la W-League                             | 2009, 2016-17                |
| Futbolista Femenina Sub-20 del Año en la FFA           | 2010, 2014                   |
| Futbolista Australiana del Año (PFA)                   | 2013, 2017, 2018, 2019, 2022 |
| Medalla Julie Dolan                                    | 2016-17, 2017-18             |
| Equipo del Año de la W-League (PFA)                    | 2016-17, 2017-18, 2018-19    |
| Botín de Oro de la W-League                            | 2017-18, 2018-19             |
| Botín de Oro de la NWSL                                | 2017, 2018, 2019             |
| Jugadora Más Valiosa de la NWSL                        | 2017, 2019                   |
| Mejor Once de la NWSL                                  | 2017, 2018, 2019             |
| Futbolista Asiática del Año                            | 2017                         |
| Equipo Femenino Mundial del Año (IFFHS)                | 2017, 2021                   |
| Australiana Joven del Año                              | 2018                         |
| Mejor Futbolista Femenina Internacional (Premios ESPY) | 2018, 2019, 2022             |
| Mejor Futbolista de la NWSL (Premios ESPY)             | 2019                         |
| Las 100 mejores futbolistas del mundo (Ganadora)       | 2019                         |
| Equipo Femenino de la AFC de la Década (IFFHS)         | 2011-2020                    |
| Botín de Oro de la WSL                                 | 2020-21, 2021-22             |
| Equipo del Año de la WSL                               | 2020-21, 2021-22             |
| Jugadora de la Temporada de la WSL                     | 2021-22                      |
| Gol de la Temporada de la WSL                          | 2021-22                      |
| Equipo del Año de la Liga de Campeones                 | 2020-21                      |
| Jugadora del Año de la AFC (IFFHS)                     | 2021                         |
| Botín de Oro de la Copa Asiática                       | 2022                         |
| Jugadora del Año (PFA)                                 | 2022                         |
| Jugadora del Chelsea del Año                           | 2022                         |
| Mejor Once de la AFC (IFFHS)                           | 2022                         |

### Distinciones honoríficas
| Distinción                   | Año  |
| ---------------------------- | ---- |
| Orden de Australia (OAM)     | 2022 |
| Llaves de la ciudad de Perth | 2022 |

## Vida personal
Kerr mantiene una relación con la futbolista estadounidense Kristie Mewis.
Fanática de los West Coast Eagles junto con su hermano Daniel Kerr, fue reconocida por el equipo al entregársele el "boleto número uno" del club en 2019 y 2020.
En marzo de 2024, inició un juicio en su contra por el delito de " acoso con agravantes raciales a un agente de la policía de Londres".